# (32065) Radulovacki
(32065) Radulovacki est un astéroïde de la ceinture principale.

## Description
(32065) Radulovacki est un astéroïde de la ceinture principale. Il fut découvert le 9 mai 2000 à Socorro (Nouveau-Mexique) par le projet LINEAR. Il présente une orbite caractérisée par un demi-grand axe de 2,33 UA, une excentricité de 0,14 et une inclinaison de 9,6° par rapport à l'écliptique.

## Compléments